# Świadkowie Jehowy w Peru
Świadkowie Jehowy w Peru – społeczność wyznaniowa w Peru, należąca do ogólnoświatowej wspólnoty Świadków Jehowy, licząca w 2023 roku 133 366 głosicieli, należących do 1551 zborów. Na dorocznej uroczystości Wieczerzy Pańskiej w 2023 roku zgromadziło się 372 007 osób. Działalność miejscowych głosicieli koordynuje Biuro Oddziału w Limie. Jedna z 27 wspólnot Świadków Jehowy na świecie, których liczebność przekracza 100 000 głosicieli.

## Historia

### Początki
W roku 1924 do Peru dotarły pierwsze publikacje Towarzystwa Strażnica, które rozpowszechniał George Young – kanadyjski współwyznawca. W 1932 roku rozpowszechniono na terenie kraju ponad 25 tysięcy egzemplarzy broszury Królestwo Boże – nadzieja świata.

### Rozwój działalności
W 1943 roku Freida Johnson, pionierka, przez cztery dni prowadziła działalność ewangelizacyjną w Limie. Potem udała się do Huancayo, w środkowym Peru, a następnie prowadziła działalność na południu Peru. W 1945 roku dwóch misjonarzy działających w Chile przyjechało do Limy, żeby ochrzcić pierwszych trzech peruwiańskich Świadków Jehowy.
Pierwszy zbór w Peru powstał w 1945 roku.
Przez pewien czas rząd odmawiał wjazdu misjonarzom Świadków Jehowy. 20 października 1946 roku przybyło pierwszych ośmiu misjonarzy, absolwentów Szkoły Gilead. W tym samym roku przybył też z wizytą Nathan H. Knorr i Frederick W. Franz. Otworzono również Salę Królestwa. W roku 1947 w całym kraju działało 22 głosicieli, w tym 8 misjonarzy, których liczba w następnym roku wzrosła do 13. Do połowy 1947 roku w stolicy - Limie działało 20 głosicieli. W czerwcu 1947 roku regularną działalnością kaznodziejską objęto Huancayo.
W styczniu 1948 roku chrzest przyjął Leopoldo Sanchez, a cztery lata później został pierwszym pionierem specjalnym, spośród Peruwiańczyków.
5 marca 1949 roku z wizytą przybył Nathan H. Knorr i Milton G. Henschel. Wykładu publicznego wygłoszonego z tej okazji przez Nathana H. Knorra wysłuchały 224 osoby, a 20 osób zostało ochrzczonych. W grudniu 1949 roku i w styczniu 1950 roku do Peru przybyło 21 nowych misjonarzy 13 klasy Szkoły Gilead. Sześciu zostało wysłanych do Trujillo, siedmiu do Arequipy, a ośmiu do Callao.
W październiku 1950 roku otwarto Biuro Oddziału. W tym samym roku (1950) przekroczono liczbę 100, a w roku 1959 – 1000 głosicieli. W roku 1952 w Peru oprócz 26 misjonarzy, działalność prowadziło 260 głosicieli, w dwóch stołecznych zborach oraz w Callao, Arequipie, Trujillo, Chosica i Huancayo.
W grudniu 1953 roku Peru odwiedzili Nathan H. Knorr i Milton G. Henschel. W 1954 roku rozpoczęto publiczne wyświetlanie filmu Społeczeństwo Nowego Świata w działaniu. W 1955 roku w Peru działało 563 głosicieli. W roku 1957 podczas wizyty Miltona G. Henschela z Biura Głównego Świadków Jehowy jego przemówienia wysłuchały 1044 osoby.

### Prawna rejestracja

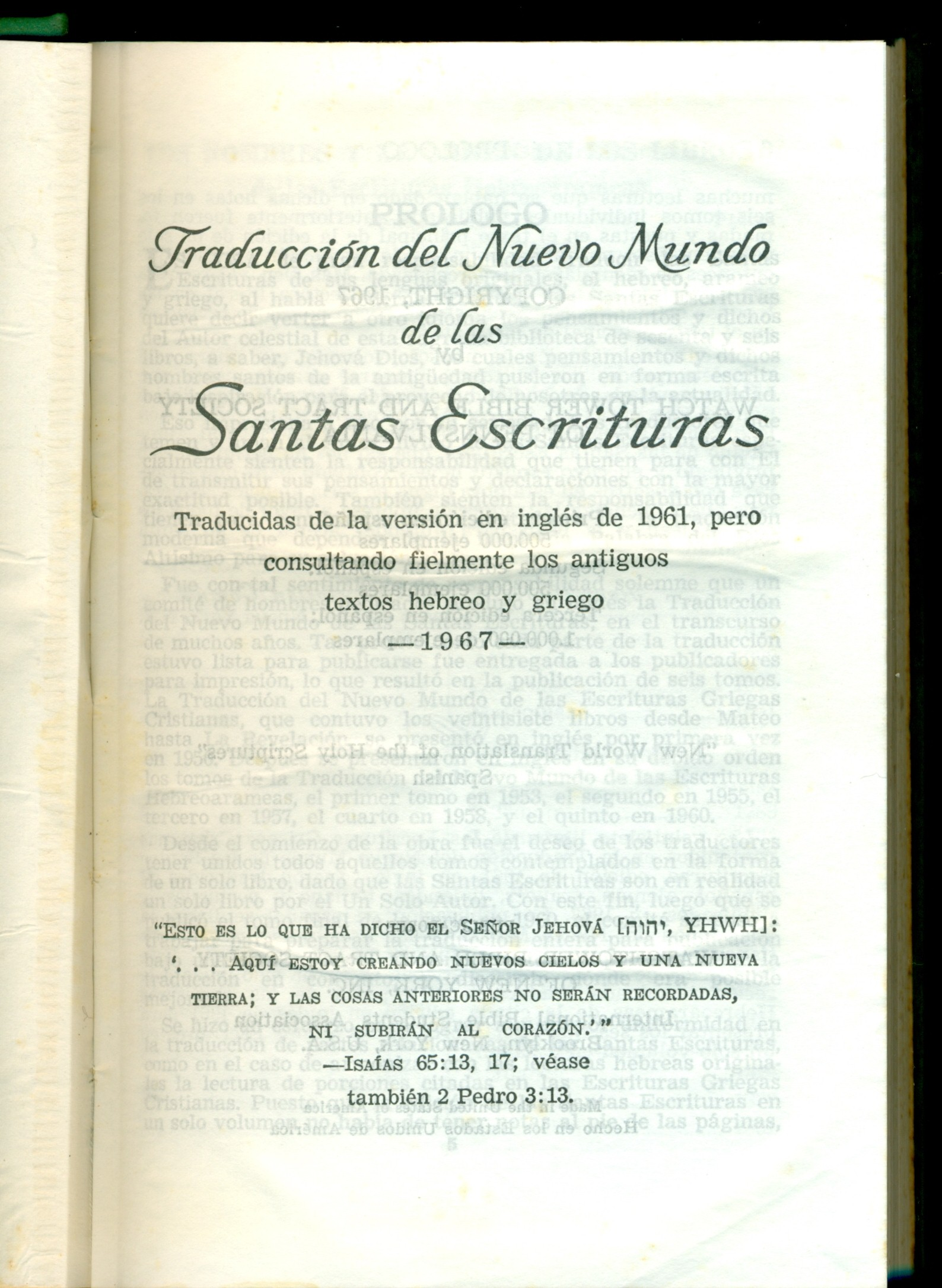
Pismo Święte w Przekładzie Nowego Świata (wyd. hiszpańskojęzyczne z 1967 r.)

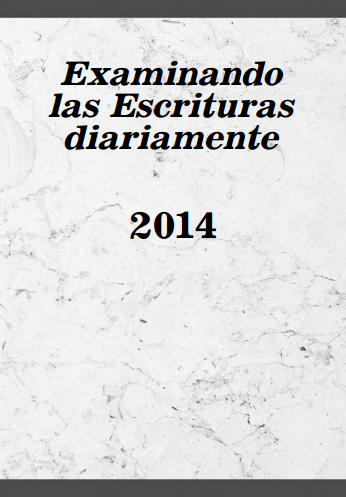
Jedna z publikacji Świadków Jehowy w języku hiszpańskim

29 kwietnia 1959 roku prawnie zarejestrowano działalność wyznania w Peru. W grudniu 1959 roku Peru odwiedził Nathan H. Knorr. W roku 1961 otwarto nowe Biuro Oddziału w Miraflores. W dniach od 4 do 8 stycznia 1967 roku w stolicy odbył się kongres międzynarodowy pod hasłem „Synowie Boży – synami wolności” z udziałem 6925 osób (265 przyjęło chrzest). W kraju działało 2438 głosicieli.
W roku 1970 zorganizowano pomoc humanitarną dla ofiar trzęsienia ziemi. Od roku 1973 pionierzy wykorzystują łódź El Refugio (Schronienie), docierając do mieszkańców dżungli amazońskiej w północno-wschodnich rejonach Peru.
19 stycznia 1974 roku otwarto w Limie nowe rozbudowane Biuro Oddziału. W dniach od 23 do 27 stycznia 1974 roku w stolicy odbył się kongres pod hasłem „Boskie zwycięstwo”.
6 listopada 1988 roku otwarto w Limie nowe, rozbudowane Biuro Oddziału. W tym samym roku w stolicy odbył się kongres międzynarodowy pod hasłem „Sprawiedliwość Boża”. W lutym 1993 roku w stolicy otwarto Salę Zgromadzeń przystosowaną do organizowania kongresów dla 10 000 osób. W 1995 roku przekroczono liczbę 50 000 głosicieli.
W 1992 roku rozpoczęto działalność w języku keczua. W 1996 roku powstał pierwszy zbór peruwiańskiego języka migowego. Od roku 2015 w tym języku ukazuje się „Strażnica”.
1 maja 2016 roku na specjalnym zebraniu zborów języka keczua członek Ciała Kierowniczego Geoffrey Jackson ogłosił wydanie Chrześcijańskich Pism Greckich w Przekładzie Nowego Świata w dwóch dialektach języka keczua (Ayacucho i Cuzco). W tym samym roku wydano je również w dialekcie Ancash.
23 listopada 2002 roku powiększono Biuro Oddziału i z tej okazji 59 940 osób, zgromadzonych na stadionie San Marcos w Limie wysłuchało specjalnego programu. W 2003 roku sąd wydał korzystne orzeczenie, anulując wcześniejsze opodatkowania literatury religijnej, nałożone przed rząd. Liczbę 100 000 głosicieli przekroczono w 2007 roku. W listopadzie 2009 roku w Limie odbył się kongres międzynarodowy pod hasłem „Czuwajcie!”.
Od 2007 roku peruwiańscy Świadkowie Jehowy prowadzą biblijną działalność edukacyjną w zakładach karnych.
W 2016 roku powstały dwie nowe Sale Zgromadzeń. Oddano do użytku dwa Biura Tłumaczeń (keczua Ayacucho i keczua Cuzco). W marcu 2017 roku zorganizowano pomoc humanitarną dla poszkodowanych przez powodzie i osunięcia ziemi. 4 marca 2017 roku wydano Chrześcijańskie Pisma Greckie w Przekładzie Nowego Świata (Nowy Testament) w języku ajmara. W dniach od 27 do 29 października 2017 roku w boliwijskim mieście Cochabamba odbył się kongres specjalny pod hasłem „Nie poddawaj się!” z udziałem delegacji z Peru.

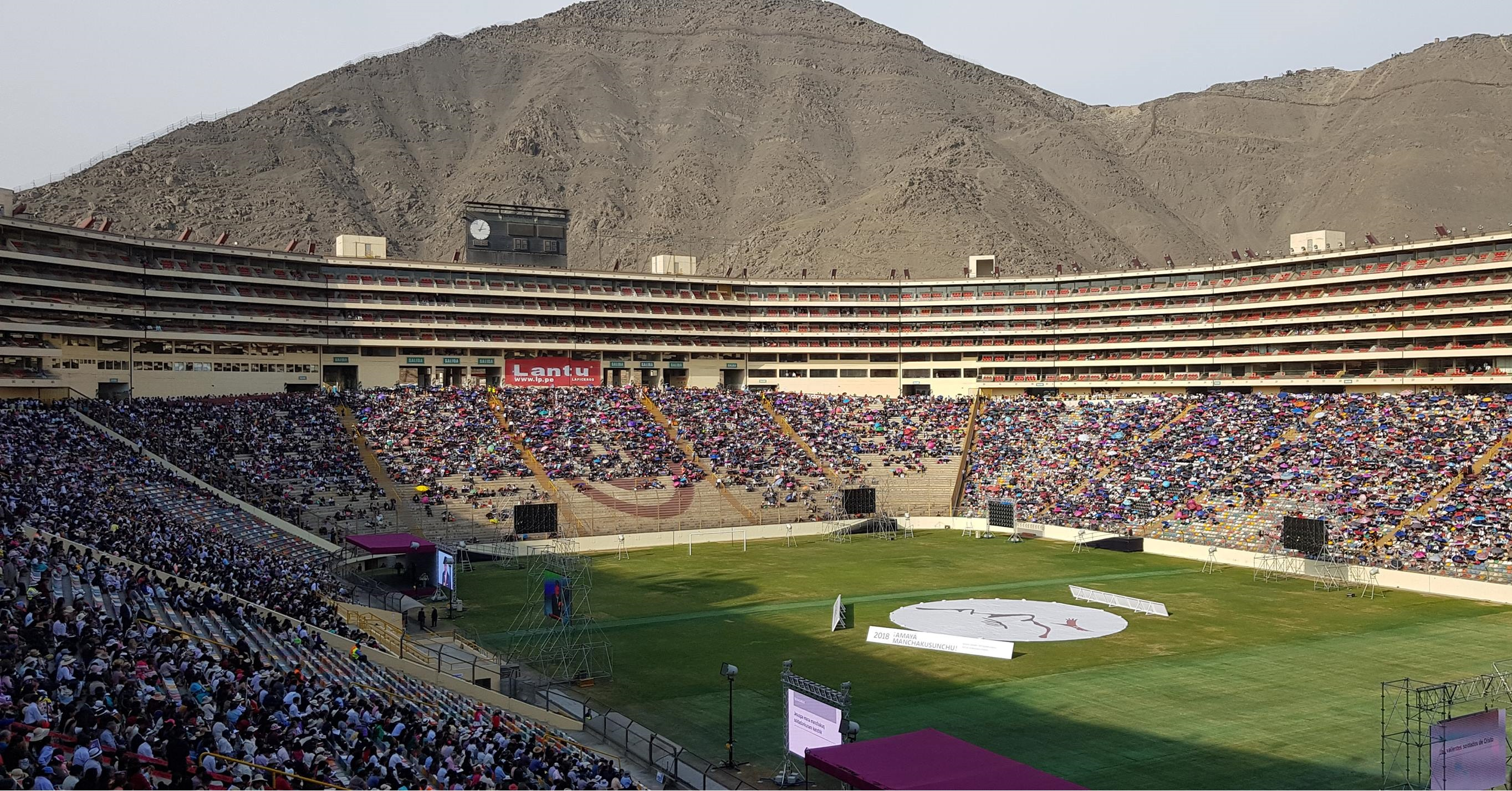
Kongres specjalny pod hasłem „Bądź odważny!” w Limie (2018)

22 kwietnia 2018 roku w Limie ogłoszono wydanie Ewangelii Mateusza i Ewangelii Jana z Przekładu Nowego Świata w peruwiańskim języku migowym. Od 23 do 25 listopada 2018 roku na Estadio Monumental w Limie odbył się kongres specjalny pod hasłem „Bądź odważny!” z udziałem 3400 zagranicznych delegacji z Argentyny, Boliwii, Chile, Ekwadoru, Kolumbii, Meksyku, Paragwaju, Południowej Afryki, Stanów Zjednoczonych i Urugwaju. Najwyższa liczba obecnych na tym stadionie oraz w czterech innych miejscach wyniosła 66 254. Ochrzczono 719 osób. Program był jednocześnie przedstawiany w językach: angielskim, hiszpańskim i keczua (Ayacucho). W 2019 roku delegacje z Peru brały udział w kongresach międzynarodowych pod hasłem „Miłość nigdy nie zawodzi!” w Argentynie, Hiszpanii, Meksyku, Południowej Afryce i Stanach Zjednoczonych. 
W 2019 roku około 3000 głosicieli brało udział w kampanii głoszenia w miejscach publicznych w związku z odbywającymi się w Limie Igrzyskami Panamerykańskimi (dla sportowców pełnosprawnych i niepełnosprawnych). Ustawiono 100 wózków z literaturą w 6 językach w 53 miejscach odwiedzanych przez kibiców. Od 1 maja do 31 sierpnia 2019 roku zorganizowano specjalną kampanię ewangelizacyjną, wśród Peruwiańczyków posługującym się językiem ajmara. W tym czasie było 331 głosicieli, którzy spotykają się w siedmiu zborach i ośmiu grupach tego języka.
27 czerwca 2021 roku Nelvo Cavalieri, członek boliwijskiego Komitetu Oddziału, ogłosił w nagranym wcześniej przemówieniu wydanie w formacie cyfrowym Pisma Świętego w Przekładzie Nowego Świata w języku ajmara. W związku z pandemią COVID-19 zorganizowano specjalne zebrania w trybie wideokonferencji. Językiem tym posługują się zbory położone w okolicy jeziora Titicaca.
W 2021 roku osiągnięto liczbę 133 081 głosicieli, a na uroczystości Wieczerzy Pańskiej zebrało się 497 725 osób.
25 czerwca 2022 roku Marcelo Moyano z miejscowego Komitetu Oddziału ogłosił wydanie Pisma Świętego w Przekładzie Nowego Świata w językach keczua (Ancash), keczua (Ayacucho) oraz keczua (Cuzco). Różne odmiany tego języka mają w Peru ponad 3 miliony użytkowników. Z nagranego programu skorzystało ponad 7000 osób. Językiem keczua posługuje się prawie 4800 głosicieli w 116 zborach w Peru. W marcu 2023 roku zorganizowano pomoc humanitarną dla poszkodowanych przez cyklon Yaku. W 2024 roku delegacje z Peru wzięły udział w kongresach specjalnych pod hasłem „Głośmy dobrą nowinę!” w Chile i Czechach.
Kongresy odbywają się w 8 językach (ajmara, angielskim, chińskim, hiszpańskim, keczua (Ancash), keczua (Ayacucho), keczua (Cuzco) i peruwiańskim migowym), a zebrania zborowe w 11 (ajmara, angielskim, chińskim, hiszpańskim, keczua (Ancash), keczua (Ayacucho), keczua (Cuzco), keczua (Huallaga Huánuco), keczua (Huaylla Wanca), peruwiańskim migowym i shipibo-conibo). W 2017 roku funkcjonowały 892 Sale Królestwa. Peruwiańskie Biuro Oddziału nadzoruje tłumaczenie literatury biblijnej na język keczua (Ancash, Ayacucho, Huallaga Huánuco, Huaylla Wanca i Cuzco), shipibo-conibo, awajun i peruwiański język migowy. W San Juan de Lurigancho znajduje się jeden z 17 ośrodków szkoleń biblijnych na świecie.